# Angel Baker
Angel Baker (ur. 10 marca 2000 w Indianapolis) – amerykańska koszykarka występująca na pozycjach rozgrywającej lub rzucającej, od 2023 zawodniczka 1KS Ślęzy Wrocław.
14 lipca 2023 dołączyła do 1KS Ślęzy Wrocław.

## Osiągnięcia
Stan na 13 marca 2024, na podstawie, o ile nie zaznaczono inaczej.

### NCAA
- Uczestniczka rozgrywek:
  - Sweet 16 turnieju NCAA (2023)
  - II rundy turnieju NCAA (2021, 2023)
  - turnieju NCAA (2019, 2021–2023)
- Mistrzyni:
  - turnieju ligi Horizon (2019, 2021)
  - sezonu zasadniczego ligi Horizon (2019)
- MVP turnieju Horizon League (2021)
- Najlepsza rezerwowa konferencji Southeastern (SEC – 2022)
- Laureatka nagrody Gillom Trophy (2023)
- Zaliczona do I składu:
  - SEC (2023)
  - ligi Horizon (2020, 2021)
  - najlepszych pierwszorocznych zawodniczek Horizon League (2019)